# Хохлово (Владимирская область)
Хохлово — деревня в Камешковском районе Владимирской области России, входит в состав муниципального образования Второвское.

## География
Деревня расположена в 9 км на юг от центра поселения села Второво, в 18 км на северо-восток от Владимира и в 23 км на юго-запад от Камешково близ автодороги М-7 «Волга».

## История
В конце XIX — начале XX века деревня входила в состав Давыдовской волости Владимирского уезда, с 1924 года — в составе Боголюбовской волости. В 1859 году в деревне числилось 24 дворов, в 1905 году — 28 дворов, в 1926 году — 35 хозяйств.
С 1929 года деревня являлась центром Хохловского сельсовета Владимирского района, с 1940 года — в составе Давыдовского сельсовета Камешковского района, с 2005 года — в составе муниципального образования Второвское.

## Население
| 1859 | 1905 | 1926 |
| ---- | ---- | ---- |
| 137  | 206  | 159  |

| 1859 | 1905 | 1926 | 2002 | 2010 | 2021 |
| ---- | ---- | ---- | ---- | ---- | ---- |
| 137  | ↗206 | ↘159 | ↘4   | ↗9   | ↗28  |